# Tephrocactus
Tephrocactus Lem. è un genere di piante della famiglia delle Cactacee.

## Distribuzione e habitat
È originario delle regioni montane andine di Bolivia, Cile e Argentina.

## Tassonomia
Comprende le seguenti specie:
- Tephrocactus abditus D.J.Ferguson & Janeba
- Tephrocactus alexanderi (Britton & Rose) Backeb.
- Tephrocactus aoracanthus (Lem.) Lem.
- Tephrocactus articulatus (Pfeiff.) Backeb.
- Tephrocactus bonnieae (D.J.Ferguson & R.Kiesling) Stuppy
- Tephrocactus molinensis (Speg.) Backeb.
- Tephrocactus nigrispinus (K.Schum.) Backeb.
- Tephrocactus recurvatus (Gilmer & H.P.Thomas) D.R.Hunt & Ritz
- Tephrocactus verschaffeltii (Cels ex F.A.C.Weber) D.R.Hunt & Ritz
- Tephrocactus weberi (Speg.) Backeb.